# 保罗工程师镇-迪弗隆廷
保罗工程师镇-迪弗隆廷是巴西里约热内卢州的一个市镇。总面积139.008平方公里，总人口12240人，人口密度88.1人/平方公里。